# TV Choice
TV Choice ist eine wöchentlich erscheinende britische Programmzeitschrift. Besonders bekannt ist das Magazin auch außerhalb Großbritanniens für die TV-Choice-Award-Preisverleihung, bei der eine Reihe von Zuschauerpreisen für herausragende Leistungen im vorangegangenen Fernsehjahr vergeben werden.

## Zeitschrift
TV Choice erscheint seit 1999 einmal wöchentlich. Publiziert wird die Zeitschrift von H. Bauer Publishing, der britischen Tochtergesellschaft des deutschen Familienunternehmens Bauer Media Group. Sie beinhaltet eine Übersicht des Fernsehprogrammes der Woche von Samstag bis Freitag und wird ab dem jeweils vorherigen Dienstag verkauft. Neben der reinen Auflistung des Programmes bietet die Zeitschrift Sonderbeiträge zu den meistgesehenen/beliebtesten Fernsehshows, den populärsten Seifenopern und einzelnen Filmen. Darüber hinaus sind (Kreuzwort-)Rätselseiten, Leserbriefe und Preisausschreiben/Wettbewerbe enthalten. Der Preis der Zeitschrift schwankt – ähnlich wie der der Konkurrenzmagazine TV Pick, TV Guide und TV Times – seit 2012 zwischen 20p und 55p, der aktuelle Preis von 55 Pence (63 Cent) ist der bislang höchste seit der Markteinführung von TV Choice. Über Weihnachten und Silvester/Neujahr werden für einen erhöhten Preis von £1 – erneut im Einklang mit den Rivalen TV Guide und TV Times – eine oder zwei doppelt ausführliche Ausgaben geboten, die das Fernsehprogramm von je zwei Wochen abdecken. So beinhaltet die Weihnachtsausgabe meist die Wochen von Mitte bis Ende Dezember, die Neujahrsausgabe erstreckt sich bis Mitte Januar. In Jahren mit nur einer Sonderausgabe erstreckt sich diese über die Feiertage von Ende Dezember bis Anfang Januar.
Im Februar 2008 wurde TV Choice zur meistverkauften Zeitschrift überhaupt im ganzen Vereinigten Königreich, seither behielt sie diese Stellung ohne Unterbrechung. Jede Woche verkauft sie sich über 1,2 Millionen Mal und hat eine erwachsene Leserschaft von 1,8 Millionen. Zielgruppe sind junge Erwachsene der gebildeten Arbeiter- und unteren Mittelschicht (C1 & C2).

## TV Choice Award
TV Choice ist insbesondere bekannt für ihre jährliche Preisverleihung, die TV Choice Awards (früher TV Quick Award). Ausgezeichnet werden Fernsehbeiträge in zwölf und Darsteller in fünf Kategorien. Es handelt sich um einen Zuschauerpreis, die Preisträger werden also anhand einer öffentlichen Abstimmung der Leser von TV Choice ausgewählt.
Die Preisträger der vergangenen Jahre finden sich in nachfolgender Tabelle:
|                                          | 2017                                  | 2016                                  | 2015                                  | 2014                                       | 2013                                  | 2012                                  | 2011                          | 2010                                      | 2009                                |
| Bester Schauspieler                      | David Tennant (Broadchurch)           | Tom Hiddleston (The Night Manager)    | David Tennant (Broadchurch)           | Benedict Cumberbatch (Sherlock)            | David Tennant (Broadchurch)           | Benedict Cumberbatch (Sherlock)       | David Tennant (Single Father) | Jack O’Connell                            | Philip Glenister                    |
| Beste Schauspielerin                     | Olivia Colman (Broadchurch)           | Sarah Lancashire (Happy Valley)       | Sheridan Smith (Cilla)                | Sarah Lancashire (Happy Valley)            | Miranda Hart                          | Miranda Hart                          | Karen Gillan (Doctor Who)     | Denise Welch                              | Denise Welch                        |
| Bestes Drama                             | Broadchurch                           | Downton Abbey                         | Broadchurch                           | Sherlock                                   | Doctor Who                            | Sherlock                              | Being Human                   | Ashes to Ashes                            | Ashes to Ashes                      |
| Bestes Familiendrama                     | Call the Midwife                      | Call the Midwife                      | Call the Midwife                      | –                                          | –                                     | Doctor Who                            | Doctor Who                    | Doctor Who                                | Waterloo Road                       |
| Bestes neues Drama                       | Little Boy Blue                       | Doctor Foster                         | Poldark                               | Happy Valley                               | Broadchurch                           | Call the Midwife                      | Sherlock                      | Glee                                      | Merlin                              |
| Beste Seifenoper                         | Emmerdale                             | Emmerdale                             | EastEnders                            | EastEnders                                 | Coronation Street (Corrie)            | EastEnders                            | EastEnders                    | EastEnders                                | EastEnders                          |
| Bester Schauspieler einer Seifenoper     | Ryan Hawley (Emmerdale)               | Danny Miller (Emmerdale)              | Danny Miller (Emmerdale)              | Danny Dyer (EastEnders)                    | Shane Richie                          | Shane Richie                          | Shane Richie                  | Danny Miller (Emmerdale)                  | Simon Gregson                       |
| Beste Schauspielerin einer Seifenoper    | Charlotte Bellamy (Emmerdale)         | Lacey Turner (EastEnders)             | Alison King (Corrie)                  | Lindsey Coulson (EastEnders)               | Michelle Keegan (Corrie)              | Michelle Keegan (Corrie)              | Jessie Wallace                | Lacey Turner (EastEnders)                 | Katherine Kelly                     |
| Bester Neuzugang einer Seifenoper        | Sally Dexter (Emmerdale)              | Shayne Ward (Corrie)                  | Davood Ghadami (EastEnders)           | Kirsty-Leigh Porter (Hollyoaks)            | David Witts                           | Tony Discipline                       | Paula Lane                    | Adam Thomas                               | Lauren Crace                        |
| Beste Comedy-Sendung                     | Peter Kay’s Car Share                 | Birds of a Feather                    | Benidorm                              | Benidorm                                   | Mrs Brown’s Boys                      | Mrs Brown’s Boys                      | The Inbetweeners              | Gavin & Stacey                            | The Inbetweeners                    |
| Beste Daytime-Sendung (10:00–16:00 Uhr)  | This Morning                          | This Morning                          | The Jeremy Kyle Show                  | The Jeremy Kyle Show                       | The Jeremy Kyle Show                  | The Jeremy Kyle Show                  | The Jeremy Kyle Show          | Loose Women                               | Loose Women                         |
| Beste Entertainment-Show                 | Ant & Dec’s Saturday Night Takeaway   | Ant & Dec’s Saturday Night Takeaway   | Ant & Dec’s Saturday Night Takeaway   | Ant & Dec’s Saturday Night Takeaway        | Ant & Dec’s Saturday Night Takeaway   | Celebrity Juice                       | Celebrity Juice               | Alan Carr: Chatty Man                     | Ant & Dec’s Saturday Night Takeaway |
| Beste Talent-Show                        | Strictly Come Dancing                 | The Great British Bake Off            | Britain’s Got Talent                  | Britain’s Got Talent                       | Britain’s Got Talent                  | Britain’s Got Talent                  | Britain’s Got Talent          | Britain’s Got Talent                      | Britain’s Got Talent                |
| Beste Reality-Show                       | I’m a Celebrity … Get Me Out of Here! | I’m a Celebrity … Get Me Out of Here! | I’m a Celebrity … Get Me Out of Here! | I’m a Celebrity … Get Me Out of Here!      | I’m a Celebrity … Get Me Out of Here! | I’m a Celebrity … Get Me Out of Here! | The Apprentice                | I’m a Celebrity … Get Me Out of Here!     | The Apprentice                      |
| Beste Lifestyle-Sendung                  | DIY SOS: The Big Build                | Gogglebox                             | –                                     | Educating Yorkshire                        | –                                     | Supersize vs. Superskinny             | Come Dine with Me             | Come Dine with Me                         | Top Gear                            |
| Beste nicht-fiktive Unterhaltungssendung | Paul O’Grady: For the Love of Dogs    | Paul O’Grady: For the Love of Dogs    | Gogglebox                             | Educating Yorkshire                        | Paul O’Grady: For the Love of Dogs    | Top Gear                              | Top Gear                      | –                                         | –                                   |
| Beste Kochsendung                        | Gino's Italian Escape: Hidden Italy   | Sunday Brunch                         | Saturday Kitchen                      | Gordon Ramsay's Home Cooking               | Jamie's 15-Minute Meals               | The Hairy Bikers' Bakeation           | Jamie's 30 Minute Meals       | Gordon Ramsay's F Word                    | –                                   |
| Beste Spielshow                          | –                                     | –                                     | –                                     | –                                          | –                                     | –                                     | The Cube                      | Total Wipeout                             | Deal or No Deal                     |
| Bester Soap-Handlungsstrang/-Moment      | –                                     | –                                     | –                                     | Krebserkrankung (Coronation Street/Corrie) | –                                     | Live-Episode (Emmerdale)              | Zugunglück (50 Jahre Corrie)  | Selbstverachtung & Coming Out (Emmerdale) | Danielle/Ronnie (EastEnders)        |
| Beste internationale Sendung             | –                                     | Game of Thrones                       | The Big Bang Theory                   | Game of Thrones                            | The Big Bang Theory                   | –                                     | –                             | –                                         | –                                   |
| Herausragender Fernsehbeitrag            | Mary Berry                            | Barbara Windsor                       | –                                     | EastEnders; Ant & Dec                      | Doctor Who                            | Emmerdale                             | –                             | Coronation Street (Corrie)                | Ant & Dec                           |

Anmerkung 1: dunkel ausgefüllte Felder bedeuten, dass im entsprechenden Jahr keine Auszeichnung dieser Kategorie verliehen wurde.

Anmerkung 2: Herausragender Fernsehbeitrag ist eine Art Lebenswerk-Auszeichnung, die über das aktuelle Fernsehjahr hinausgeht und sowohl an Personen als auch an ganze Shows verliehen werden kann.

Anmerkung 3: Dem Comedy-Duo Ant & Dec wurde diese Sonderauszeichnung bereits zwei Mal verliehen (2009, 2014). Seit 1990 sind Anthony McPartlin und Declan Donnelly gemeinsam und ohne Unterbrechung in unzähligen Shows des britischen Abendprogrammes vertreten, zumeist als Moderatoren. Mit dem TV Choice Award wurden sie somit nicht nur zwei Mal als Ant & Dec, sondern weitere sechs Mal für ihre eigene Show Ant & Dec’s Saturday Night Takeaway, sieben Mal für die Talentshow Britain’s Got Talent sowie ebenfalls sieben Mal für die Reality-Show I’m a Celebrity … Get Me Out of Here! ausgezeichnet.